# Boogjes-eikenmineermot
De boogjes-eikenmineermot (Stigmella basiguttella) is een vlinder uit de familie van de dwergmineermotten (Nepticulidae). De wetenschappelijke naam werd gepubliceerd in 1862 door Heinemann. Hij komt voor op eiken (Quercus), zoals de zomereik, de Amerikaanse eik, maar ook op andere eikensoorten .

## Kenmerken
De vliegtijd is van mei tot juni en van juli tot september. De spanwijdte is 4,5 tot 6 mm.
Van alle Stigmella-soorten, die op eiken voorkomen, kan alleen de boogjes-eikenmineermot betrouwbaar aan de hand van de mijn en frass worden gedetermineerd. De mijn bestaat uit een lange, geleidelijk verwijdende, dunne gang met een boogjespatroon. Het frass vult de gang volledig.

## Voorkomen
De soort komt voor in Europa, behalve in Ierland en IJsland. Het insect wordt ook gevonden in het zuidwesten van Azië tot in het noorden van Iran[[]]. De soort is waargenomen in Azerbeidzjan, Georgië en Tunesië.